# Primeira Epístola de Clemente

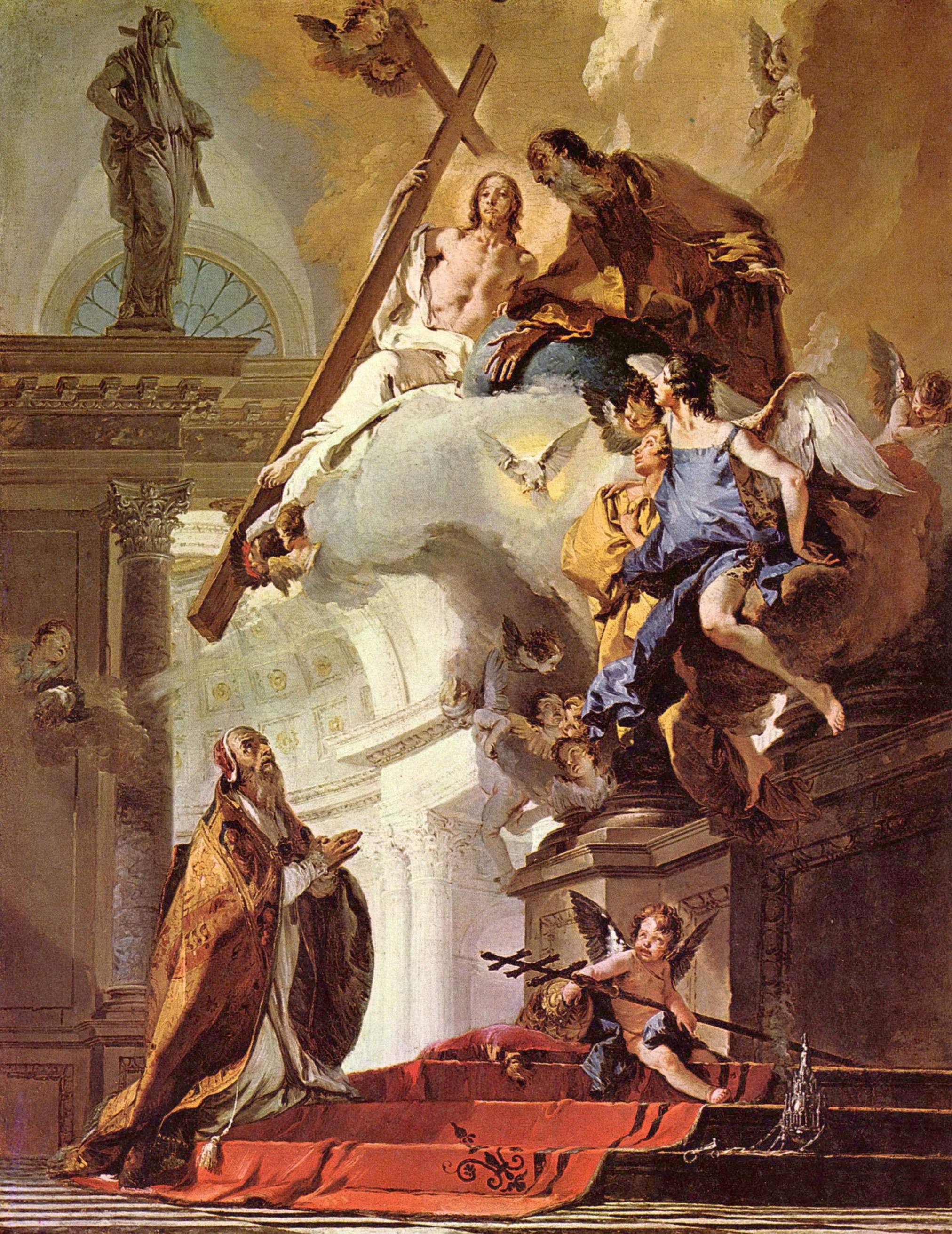
Clemente I.
Por Tiepolo, na National Gallery de Londres.

A Primeira Epístola de Clemente, também conhecida literalmente como Clemente aos Coríntios (em grego:  Κλήμεντος πρὸς Κορινθίους, Klēmentos pros Korinthious), abreviada como I Clemente, é uma carta endereçada aos cristãos da cidade de Corinto. A carta foi datada como sendo do final do século I ou começo do século II d.C. e, juntamente com o Didaquê e o Evangelho de Tomé, é um dos mais antigos - se não o mais antigo - documento cristão sobrevivente fora dos Evangelhos canônicos. Como o próprio nome indica, existe também uma Segunda Epístola de Clemente, hoje considerada como espúria.

## Autoria e data
No caso da Primeira Epístola, o consenso acadêmico é majoritariamente a favor de sua autenticidade, enquanto que é igualmente amplo o consenso de que a segunda epístola não deve ser atribuída a Clemente. Acredita-se que a epístola tenha sido escrita ao mesmo tempo que o Apocalipse, por volta de 95-97 d.C. Nenhuma das cartas foi aceita como parte do cânon bíblico, ainda que elas fizessem parte da coleção de textos atribuídos aos Padres Apostólicos.
A primeira epístola não contém o nome de Clemente, sendo assim endereçada: "A Igreja que reside em Roma para a Igreja de Deus que reside Corinto". A data tradicional para a epístola de Clemente, que supõe-se ter sido provocada pelo chamado na Epístola aos Hebreus pela liderança da Igreja antiga em Roma e está permeada pela influência desta epístola mais antiga, foi atribuída ao final do reinado do imperador Domiciano (96 d.C.) assumindo a frase "…repentinos e repetidos obstáculos e azares que se caíram sobre nós" (1:1) como sendo uma referência às perseguições de Domiciano. Uma indicação da data também vêm do fato que a Igreja de Roma é chamada de "antiga" e que os presbíteros instalados pelos apóstolos em suas sedes já tinham morrido e uma segunda geração já tinha assumido (veja 44:2 e 44:3).

## Conteúdo
A epístola foi provocada por uma disputa em Corinto, que levou à derrubada de diversos presbíteros. Já que nenhum deles foi acusado de ofensas morais, Clemente argumenta que a sua remoção fora uma punição muito pesada e injustificável. A carta é muito longa - o dobro do tamanho de "Hebreus" - e inclui diversas referências ao Antigo Testamento, do qual o autor demonstra grande conhecimento. Clemente repetidas vezes se refere a ele como "Escritura".
As referências ao Novo Testamento incluem a admoestação de Clemente para que "Tomem a epístola do abençoado apóstolo Paulo" (47:1), que fora escrita para esta mesma audiência coríntia, uma referência que parece implicar que ambas estavam disponíveis tanto em Roma quanto em Corinto. O Papa também faz uma alusão à epístola de Paulo aos Romanos, aos Gálatas, aos Efésios e aos Filipenses, além de citar diversas frases da Epístola aos Hebreus e, possivelmente, também ter se inspirado em Atos, em Tiago e na na primeira epístola de Pedro. Em diversas ocorrências, ele pede aos seus leitores que se lembrem das palavras de Jesus, sem atribuir estas frases à nenhum escrito específico. Estas alusões ao Novo Testamento são empregadas de forma autoritativa, reforçando o argumento de Clemente à Igreja de Corinto. O contraste aqui é que ele não se refere a elas em nenhum momento como sendo Escritura inspirada.

## Canonicidade
A epístola era lida publicamente de tempos em tempos em Corinto e, já no século IV d.C., este costume havia se espalhado para outras igrejas. Ela estava incluída no Codex Alexandrinus do século V d.C., que contém todos os livros da Bíblia. Além disso, "I Clemente" está listada como sendo canônica no "Canon 85" do Cânone dos Apóstolos, sugerindo que ela era considerada canônica em pelo menos algumas regiões no cristianismo primitivo.
Embora conhecida desde a antiguidade, o primeiro documento a conter a epístola e estudado pelos acadêmicos ocidentais foi encontrado em 1628. A epístola estava incluída numa antiga Bíblia grega dada pelo patriarca de Jerusalém Cirilo (Aparentemente, a Bíblia foi de Cirilo e não dada por ele, visto que Cirilo morreu no Século IV e Carlos I nasceu mais de mil anos depois) ao rei da Inglaterra Carlos I. A primeira cópia completa foi redescoberta em 1873, mais de quatrocentos anos depois da Queda de Constantinopla, no Codex Hierosolymitanus, escrito em 1056. Esta obra, escrita em grego koiné, foi traduzida em pelo menos outras três línguas na antiguidade: uma tradução latina do século II ou III d.C. foi encontrada num manuscrito do século XI d.C. na biblioteca de um seminário em Namur, Bélgica, e foi publicada em 1894 por Germain Morin. Um manuscrito siríaco, hoje na Universidade de Cambridge, foi encontrado em 1876 por Robert Lubbock Bensly e traduzido em 1899. Por fim, uma tradução copta sobreviveu em dois papiros, um publicado em 1908 por C. Schmidt e outro, em 1910 por F. Rösch.